# Brodawka (potok)
Brodawka – potok będący prawym dopływem Wisły. 
Wypływa na wysokości około 298 m na polach między miejscowościami Wyźrał i Witanowice w województwie małopolskim, w powiecie wadowickim. Spływa w kierunku północno-wschodnim. W miejscowości Brzeźnica bieg Brodawki przecina Kanał Łączański. Brodawka opuszczając kanał zmienia kierunek kolejno na północno-zachodni, północny i wschodni. W odległości 1380 m (w prostej linii) od Kanału Łączańskiego uchodzi do Wisły na wysokości 208 m.
Cała zlewnia Brodawki znajduje się w mezoregionie Dolina Górnej Wisły. 